# حيدرخاني (خبر بافت)
حیدرخاني (بالفارسية: حیدرخانی) هي قرية تقع في إيران في Khabar Rural District. يقدر عدد سكانها بـ 0 نسمة بحسب إحصاء 2016.